# Wannabe
Wannabe (Mz.: wannabes; auch wanna-be, wanna be, wannabee, wanna-bee, wannabie geschrieben) ist ein öfter abfällig verwendeter Anglizismus für einen Möchtegern. Dies ist eine Person, die versucht wie jemand anderer zu sein oder sich in eine bestimmte Gruppe von Personen einzufügen.

## Etymologie
Wannabe ist eine Kurzform von want to be („sein wollen“, aber auch „werden wollen“ oder „möchte gern“). Es stammt aus dem US-amerikanischen Englisch und wurde inzwischen auch in andere Sprachvarietäten wie dem australischen Englisch oder dem britischen Englisch übernommen. In Wörterbüchern wird es mit Möchtegern übersetzt, das jedoch nur eine spöttische negative Konnotation hat.
Durch verschliffene, verdichtete Aussprache (Reduktion) wurde aus want to → wanna [ˈwʌnə] (dt. „will“). Diese Schreibweise wird schon lange Zeit verwendet.
Die Zusammenfassung wannabe ist dagegen relativ jungen Datums. Erstmals nachweisbar ist der Begriff in einem Newsweek-Artikel vom 6. Juli 1981, in dem beschrieben wird, dass nach nicht allzu langer Zeit die Strände durch Horden von Surf-Neulingen bevölkert wurden. („Before long the beaches were jammed with hordes of novices known as wannabees (as in, ‚I wanna be a surfer‘).“ Er stammt von der Floskel „What do you want to be?“ („Was möchtest du sein?“), welche schnell gesprochen zu „Whaddaya wannabe?“ wird. Im Usenet tauchte der Begriff erstmals 1986 auf. Ab 1989 setzt sich dann der Gebrauch des Wortes allgemein in der englischsprachigen Presse durch. Im Jahre 2002 wurde das Wort ins Oxford English Dictionary aufgenommen.
Das Wort Wannabe wurde 1996 in zahlreichen Ländern durch die gleichnamige Debüt-Single der Spice Girls bekannt. Diese handelt von den Tipps und Bedingungen der Mädchen an einen Verehrer und möglicherweise zukünftigen Liebhaber – einen Wannabe(-Lover) –, wie sie sich bestimmte Dinge in der Beziehung vorstellen.